# Plésidy
Plésidy település Franciaországban, Côtes-d’Armor megyében. Lakosainak száma 562 fő (2022. január 1.). Plésidy Saint-Péver, Bourbriac, Kerpert, Magoar, Saint-Adrien, Saint-Connan, Saint-Fiacre és Senven-Léhart községekkel határos.

## Népesség
A település népességének változása:
| Lakosok száma | 870  | 709  | 636  | 668  | 621  | 612  | 613  | 580  | 562  | 562  |
|               | 1968 | 1982 | 1990 | 2006 | 2013 | 2015 | 2017 | 2019 | 2020 | 2022 |